# Australian Broadcasting Corporation
Australian Broadcasting Corporation (ABC) is een nationale openbare omroep in Australië. De omroep verzorgt onder andere televisie, radio, online- en mobiele media-diensten binnen zowel Australië zelf als daarbuiten via Australia Network en Radio Australia.  De omroep heeft een jaarlijks budget van 1,22  miljard Australische dollar.
ABC werd opgericht in 1929 als Australian Broadcasting Company. Op 1 juli 1932 werd deze omroep staatseigendom onder de naam Australian Broadcasting Commission. De huidige naam van de omroep werd op 1 juli 1983 door de Australian Broadcasting Corporation Act 1983 ingesteld. 

## Radio en tv
De ABC omvat 54 lokale radiostations, en daarnaast vier nationale netwerken en een internationale radiodienst. De grootste radiodienst van ABC is ABC Local Radio. Andere noemenswaardige zijn ABC Radio National, ABC NewsRadio, ABC Classic FM en Triple J. 
ABC beheert binnen Australië vier televisiekanalen: ABC, ABC2/ABC 4 Kids, ABC3 en ABC News 24. ABC2 is een digitaal kanaal dat in 2005 werd gelanceerd. ABC News 24 is de meest recente aanvulling, daterend uit januari 2010.